# Futurismo em Portugal

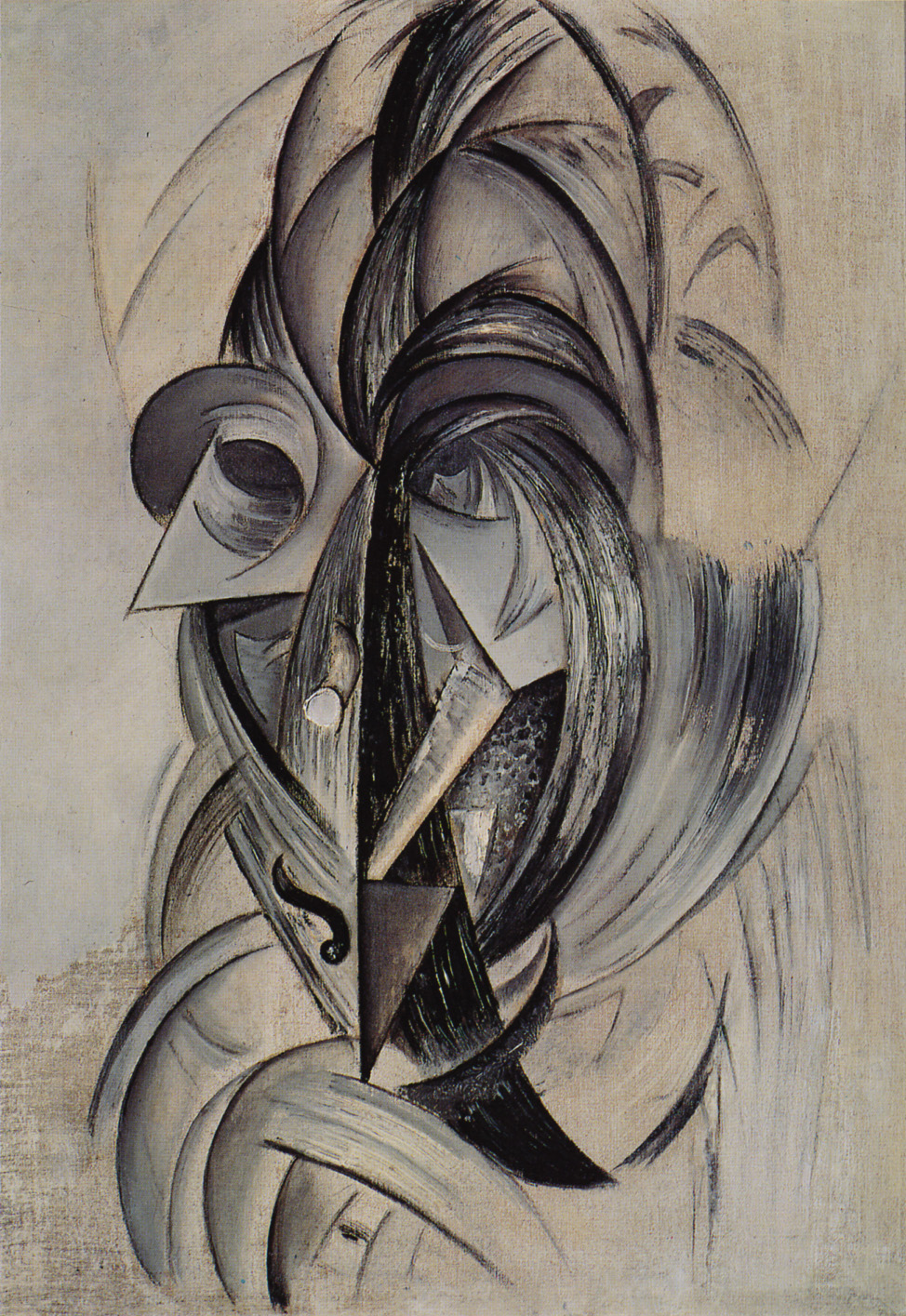
"Cabeça", Santa-Rita Pintor

O futurismo em Portugal denomina-se pela passagem desse estilo em Portugal.

## Primeiras manifestações
Em 1908, poucas semanas depois do Manifesto Futurista de Marinetti ser publicado no Le Figaro, o jornal Diário dos Açores anuncia a eclosão do movimento Futurista, publicando o manifesto de Marinetti e uma entrevista do poeta, publicação que passou totalmente despercebida.
Em Março de 1912 Aquilino Ribeiro, numa crónica parisiense anuncia na revista Illustração Portugueza o sucesso obtido pelos pintores italianos em Paris. O texto foi ilustrado com oito reproduções de Boccioni, Severini e Russolo.
Estes primeiros anúncios nenhuma repercussão tiveram nos pintores de então.
No domínio da literatura Sá-Carneiro, em Paris e Fernando Pessoa - Álvaro de Campos, em Lisboa, compuseram textos com influências marcadamente futuristas.

## Guilherme de Santa-Rita

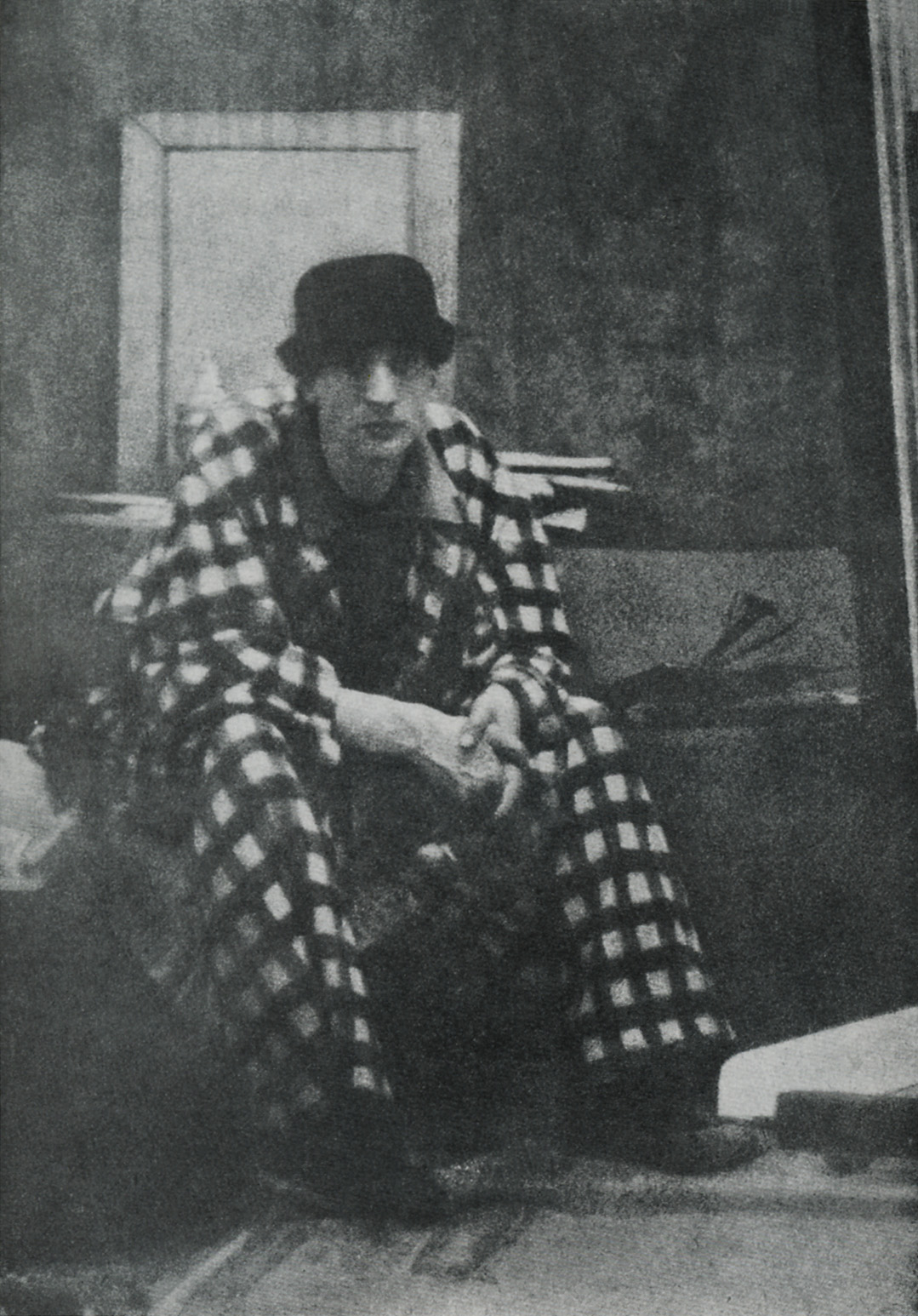
Santa-Rita Pintor, revista "Portugal Futurista", 1917

Guilherme de Santa-Rita, em 1912 era bolseiro de Belas-Artes em Paris (posição que perdeu em Setembro de 1912, devido às suas ideias monárquicas, em conflito com o embaixador republicano João Chagas), com apenas 23 anos de idade, viu a exposição dos futuristas italianos e aderiu ao movimento.
Sá-Carneiro escrevia sobre o pintor de Paris de 1912 a 1915, a Fernando Pessoa, classificando-o como "imperialista", "ultramonárquico" e "vaidoso". Na narrativa A Confissão de Lúcio, publicada em 1914, Sá-Carneiro inspirou-se no pintor para criar a personagem Gervásio Vila-Nova.
Em Setembro de 1914, Santa-Rita regressa a Lisboa, propondo-se editar, com procuração do autor, os manifestos de Marinetti.
Talvez por isso tenha proposto a Fernando Pessoa, em setembro de 1915, publicar o terceiro número da revista Orpheu, o que o escritor recusou. A recusa de Pessoa e Sá-Carneiro em ceder o título a Santa-Rita resultou na publicação, dois anos mais tarde, da revista Portugal Futurista.
Em Lisboa Santa-Rita foi o iniciador do incerto movimento futurista.

## Revista Orpheu
No segundo número (e último publicado) da Revista Orpheu, publicado em Junho de 1915, aparecem vários trabalhos futuristas de artistas portugueses.
O poema "Ode Marítima" de Fernando Pessoa, publicado na revista, mereceu de Sá-Carneiro a apreciação de "Obra Prima do Futurismo".
Na revista aparecem também reproduções de quatro trabalhos de Santa-Rita Pintor.

## I Conferência Futurista
Em Abril de 1917, foi a apresentação do futurismo ao povo português, numa sessão realizada às cinco da tarde no Teatro República (hoje São Luiz). Intitulada "I Conferência Futurista", sob a responsabilidade de Almada Negreiros.
A sessão foi constituída por três partes ou três leituras: O "Ultimatum Futurista às Gerações Portuguesas do Século XX", de Almada, o "Manifesto Futurista da Luxúria" da belga Valentine de Saint-Point, texto de 1913, e "Music-Hall" e "Tuons le Clair de Lune", dois textos de Marinetti, de 1913 e 1909.
A sala esteve meio vazia, destacando-se Santa-Rita numa frisa, animando e ordenando o espectáculo.

## Revista "Portugal Futurista"
Em Novembro de 1917 foi lançada a revista Portugal Futurista, da qual só saiu um número, que foi apreendido à porta da tipografia por ordem do governo interinamente chefiado pelo ministro da Guerra, general Norton de Matos, nas vésperas da revolução que instauraria a ditadura de Sidónio Pais.
A revista foi da responsabilidade de Santa-Rita Pintor, que não escreveu directamente, mas aparecia logo na abertura num grande retrato fotográfico seu com a legenda "Santa Rita Pintor, o grande inciador do Movimento Futurista em Portugal", acompanhado de quatro reproduções de obras suas e artigos a elogiar o seu trabalho de José Rebelo de Bettencourt e Raul Leal (este escrito em francês).